# Karl-Renner-Haus
Das Karl-Renner-Haus (Dr.-Karl-Rennerhaus, Sporthotel Dr. Karl Renner) ist eine ehemalige Schutzhütte und nun ein Sporthotel in den Kitzbüheler Alpen. Es liegt im oberen Saalachtal, Gemeinde Saalbach-Hinterglemm im Land Salzburg, und wird von den Naturfreunden bewirtschaftet.
Es liegt direkt am Ortsrand von Hinterglemm auf etwa 1100 m ü. A., im Schigebiet des Orts an der Westgipfelbahn.

## Geschichte
Das Karl-Renner-Haus ist nach dem ehemaligen österreichischen Politiker und Mitbegründer der Naturfreunde Karl Renner benannt. Es wurde aus Mitgliedsbeiträgen, ERP-Krediten und einer Schutzhüttenlotterie finanziert und am 15. August 1952 eröffnet.
In der Zeit des wirtschaftlichen Aufschwungs der 1950er und 60er Jahre war das Karl-Renner-Haus ein begehrtes Urlaubsziel, litt aber ab 1985 an der fehlenden Zufahrt für Kraftfahrzeuge, da die notwendigen Reparaturmaßnahmen nicht durchgeführt werden konnten. Dies führte schlussendlich zu einem Neubau in den Jahren 2006/07 und das Karl-Renner-Haus wurde am 12. Oktober 2008 als Sporthotel der Naturfreunde wiedereröffnet.